# Acheronaster tumidus
Acheronaster tumidus är en sjöstjärneart som beskrevs av H.E.S. Clark 1982. Acheronaster tumidus ingår i släktet Acheronaster och familjen Oreasteridae.
Artens utbredningsområde är havet kring Nya Zeeland. Inga underarter finns listade i Catalogue of Life.